# 타지키스탄 내전
타지키스탄 내전은 1992년부터 1997년까지 타지키스탄에서 진행된 내전이다.
1992년 5월에는 타지키스탄의 이슬람주의 세력과 민주주의 세력이 고르노바다흐샨 자치주, 가름에서 라흐몬 나비예프 정권에 반대하는 무장 반란을 일으켰다. 이들이 일으킨 무장 반란은 타지키스탄에서 우위를 점하고 있던 지역인 쿨롭, 후잔트에 대한 무장 반란이기도 했다. 1992년 9월에는 타지키스탄의 수도인 두샨베를 점령한 이슬람 원리주의 세력이 대통령 관저와 방송국을 장악하면서 시가전이 벌어졌다.
후잔트파, 쿨롭파가 다수를 차지하고 있던 타지키스탄 인민전선은 러시아, 우즈베키스탄의 군사적 지원을 받았다. 1992년 말에는 타지키스탄 인민전선이 나비예프 정권을 붕괴시켰다. 후잔트파, 쿨롭파가 다수를 차지하고 있던 타지키스탄 공화국 최고회의는 쿨롭 출신의 정치인인 에모말리 라흐몬을 지도자로 하는 새 정부를 수립했다. 이 사건은 정부의 권력이 후잔트파에서 타지키스탄의 군부를 장악하고 있던 쿨롭파에 이양된 것을 의미했다.
1993년에 들어서면서 내전은 격화되었다. 특히 러시아 등의 군사적 지원을 받은 쿨롭 출신 민병대가 타지키스탄 이슬람 부흥당(IRP)의 이슬람주의 세력, 고르노바다흐샨 자치주의 파미르인, 가름 출신 조직 등을 상대로 군사적 우위를 점했다. 쿨롭 출신 민병대는 두샨베 남부에서 파미르인, 가름인을 상대로 인종 청소를 자행했다. 또한 쿠르곤텝파에서는 타지키스탄 이슬람 부흥당의 근거지였던 가름 출신 주민들을 학살했다.
타지키스탄 출신 난민들이 아프가니스탄으로 유입하면서 아프가니스탄의 지원을 받은 자미아티 이슬라미가 타지키스탄의 반정부 세력을 지원했다. 타지키스탄의 반정부 세력은 타지키스탄 야권 연합(UTO)을 결성했다.
타지키스탄은 산악 국가였기 때문에 중앙 정부의 통제가 미치지 않는 곳이 많았다. 1994년에는 유엔 타지키스탄 감시단(UNMOT)이 결성되었다. 내전 초기에는 타지키스탄 남부에서 전투가 전개되었지만 1996년에는 반군의 표적이 두샨베에 주둔 중이던 러시아 군부대로 바뀌었다. 또한 아프가니스탄 북부 출신의 이슬람주의 과격파는 타지키스탄에서 러시아 연방군을 상대로 전투를 벌였다.
1997년에는 유엔 주도의 평화 협상이 열렸다. 타지키스탄 야권 연합은 평화 협상 과정에서 포로 교환, 야권 세력의 정치 활동 참여를 요구했다. 1997년 6월 27일에는 타지키스탄의 에모말리 라흐몬 대통령, 타지키스탄 야권 연합의 사이드 압둘라 누리 대표, 러시아의 보리스 옐친 대통령이 러시아 모스크바에 위치한 모스크바 크렘린에서 평화 협정에 서명했다. 러시아의 예브게니 프리마코프 외무장관은 이란, 카자흐스탄, 투르크메니스탄의 외무 장관과 함께 평화 협정을 논의했다.
이 전쟁으로 인해 타지키스탄에서는 1,200,000명의 난민이 생겼으며 타지키스탄의 몇몇 국민들은 국제 원조 기구의 지원을 통해 살아남았다. 또한 타지키스탄의 기반 시설이 크게 파괴되었고 인재 유출 현상이 일어났다. 이 전쟁은 몇몇 언론인들이 살해당한 전쟁이기도 했다.